# 재윤
재윤(본명: 이재윤, 한국 한자: 李在允, 1994년 8월 9일~)은 대한민국의 가수이다.

## 학력
- 명성유치원 (졸업)
- 대천초등학교 (졸업)
- 대천중학교 (졸업)
- 성지고등학교 (졸업)
- 동아방송예술대학교 실용음악과 전문학사 (졸업)

## 생애
- FNC 엔터테인먼트의 9인조 보이그룹 SF9의 멤버로 서브보컬을 담당하고 있다.
- 캐치프레이즈는 꿀목소리, 이모티콘은 🐣 (병아리). 귀여운 이모티콘을 찾다가 선택했다고 한다.

## 데뷔 전
- 2016 FNC 신인 육성 시스템 NEOZ 댄스팀 1기로 공개
- 2016 드라마 MBC every1, 네이버 TV 웹드라마 <클릭 유어 하트>에서 '이재윤' 역으로 출연
- 2016 예능 Mnet <d.o.b : Dance or Band>에서 댄스팀으로 출연

## 음반
- 2017.06.09 고마운내사랑 마이 온리 러브송 OST
- 2017.09.13 다시우리만나도 란제리 소녀시대 OST Part.1
- 2021.10.03 재윤 My Universe 러브 인 블랙홀 OST Part.2

## 방송
- 2020.01.26 ~ 2020.02.02 MBC 미스터리 음악쇼 복면가왕 239회, 240회
- 2021.07.08 ~ 2021.08.15 아이돌Live 우당탕탕 프렌즈: 찐친되기 대소동
- 2021.09.01 ~ 2021. 10.29 아이돌Live 우당탕탕 프렌즈2: 레벨업 프로젝트

## 드라마
- 2021 빅픽처마트 러브 인 블랙홀 - 성운 역

## 뮤지컬
- 2021. 08. 27 ~ 2022. 01. 30 창업 - 이방원 역
- 2021. 12. 07 ~ 2022. 02. 27 뮤지컬 온에어 - DJ 역
- 2022. 03. 08 ~ 2022. 05. 29 또! 오해영 - 박도경 역
- 2022. 08. 12 ~ 2022. 10. 23 서편제 - 동호 역

## 연극
- 2021.12.02 ~ 2022. 02. 12 환상동화 - 사랑광대 역

## 시사, 교양
- 2022 KBS 1TV 로고 스카우트(KBS 1TV) 3.0 - MC 역

## 커버 곡
- 2019.11.15 허전해 (폴킴) Cover
- 2019.12.18 시든 꽃에 물을 주듯 (박혜원) Cover (INSEONG & JAEYOON)
- 2020.04.07 Love poem (아이유) Cover
- 2020.04.24 怎么了(Eric Chou) Cover
- 2020.08.27 林宥嘉《说谎》Cover
- 2020.10.20 Stuck with U (Ariana Grande, Justin Bieber) Cover (JAEYOON & YOOTAEYANG)
- 2020.11.07 내 마음이 움찔했던 순간 (규현) Cover
- 2020.11.19 과거 현재 미래 (CNBLUE) Cover (INSEONG & JAEYOON)
- 2020.12.25 《修炼爱情》（林俊杰）Cover
- 2021.02.06 눈사람 (정승환) Cover
- 2021.04.24 내 손을 잡아 Cover